# Прапор Туркменістану
Прапор Туркменістану (туркм. Türkmenistanyň baýdagy) являє собою прямокутне полотнище зеленого кольору з білим півмісяцем (символ ісламу), п'ятьма зірками (п'ять велаятів держави, п'ять стовпів ісламу) та червоно-бордовою смугою (складається з п'яти «гелів», які символізують велаяти, туркменські племена, а крім того уособлюють килимовий промисел держави). Ухвалений 19 лютого 1992 року, з пізнішими змінами у 1997 та 2001 роках.

## Опис
Прапор Туркменістану – це зелене прямокутне полотнище з вертикальною червоно-бордовою смугою, на якій зображені п'ять національних гелів, з білими півмісяцем і п'ятьма зірками. Кожний з гелів обрамлений килимовим орнаментом, зовнішній край якого сполучений із краями смуги. У нижній частині червоно-бордової смуги зображені дві перехрещені в основі і спрямовані нагору врізнобіч оливкові гілки, які символізують статус постійного нейтралітету Туркменістану. Вони складають разом з килимовими гелями єдину композицію. Кожна оливкова гілка складається з десяти зменшуваних до кінців листків, розташованих попарно, крім нижнього та верхнього. На більшій зеленій частині в лівому верхньому куті зображені півмісяць і п'ять п'ятипроменевих зірок білого кольору.
Початкове відношення ширини прапора до його довжини становило 1:2, однак 14 лютого 2000 року розміри прапора були змінені, щоб відповідати оонівським масштабам — 1:1,5.

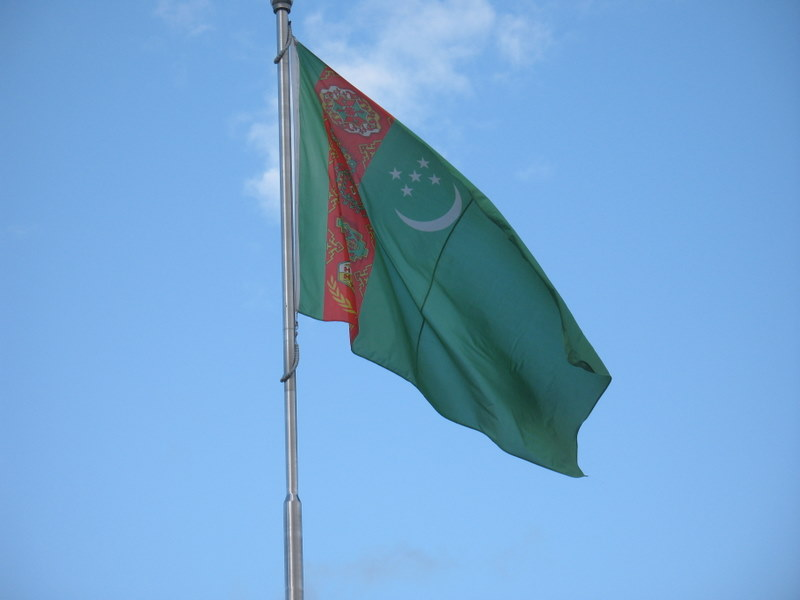

Споконвіку туркмени на полотнищах використовували зелений колір. Так було, наприклад, у Сельджуцькій імперії. Цей колір утілює єднання часів. Як для предків, так і для їхніх нащадків зелений символізує життя, землю, колір трави на пасовищах, благоденство і світ. Півмісяць позначає чисте небо над головою щасливого народу. П'ятипроменеві зірки білого кольору — символ п'яти велаятів (адміністративних частин країни). Подвійна символіка на прапорі дозволяє підкреслити єднання туркменського народу. П'ять національних килимових гелів, кожний з яких обрамлений килимовим орнаментом, також символізують велаяти. У символіці килимових гелів лежить глибокий філософський зміст. Саме слово «гель» має різні тлумачення: ґуль (квітка) або кель (озеро). Усі гелі побудовані за принципом золотого перетину, у пропорціях 21 на 34. У їхньому орнаменті головним чином використані кольори чотирьох стихій: вогню (жовтий), води (білий), повітря (червоний), землі (зелений). 
Перший гель називається «ахалтеке». В основі його візерунка лежить річний цикл землі. Гель символічно розділений на чотири пори року. У кожній з його частин по три орнаменти, покликаних відображати місяці. У малюнку гелю також присутнє зображення вовчиці-прародительки і коня, що піднявся на диби. Другий — «йомуд-гель». Основним його малюнком є символ стародавньої людини, що підняла руки догори. У середині гелю «гачок» — орнамент, що позначає сонце. Третій — сарикський гель. У ньому закладене символічне зображення смерті: циклічні зображення 3, 9, 40 і 365 днів. Цей візерунок символізує минуле. В орнаменті човдурського гелю — символічні будинки нареченої і нареченого. І, нарешті, ерсарський гель, у його візерунку — стародавнє єднання жрецького знака з зображенням прапорців вершників. Сполучною ланкою між килимами служить «аралик-гель». Унизу червоно-бордової смуги шириною в одну шосту частину прапора — дві перехрещені оливкові гілки, символ незалежності та нейтралітету нації.

Теке
Йомут
Сарик
Човдур
Ерсари

## Історичні прапори
У радянські часи державним прапором Туркменістану був прапор Туркменської РСР.

Прапор Туркменської РСР, 1925
Прапор Туркменської РСР, 1925—1937
Прапор Туркменської РСР, 1937—1940
Прапор Туркменської РСР, 1940—1953
Прапор Туркменської РСР, 1953—1974
Прапор Туркменської РСР, 1974—1992
Прапор 1992—1997
Прапор 1997—2001
Прапор з 2001

## Цікаві факти

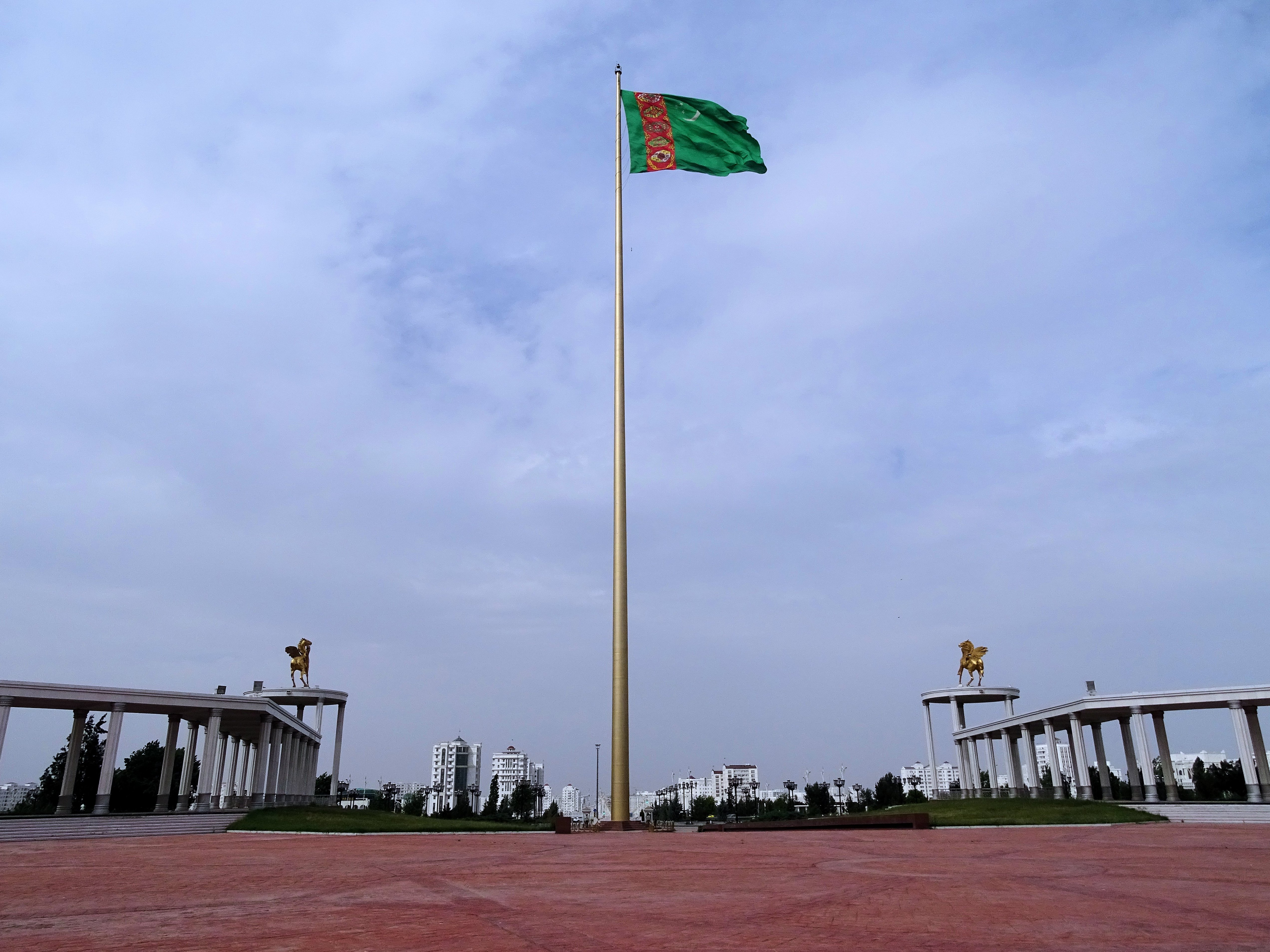
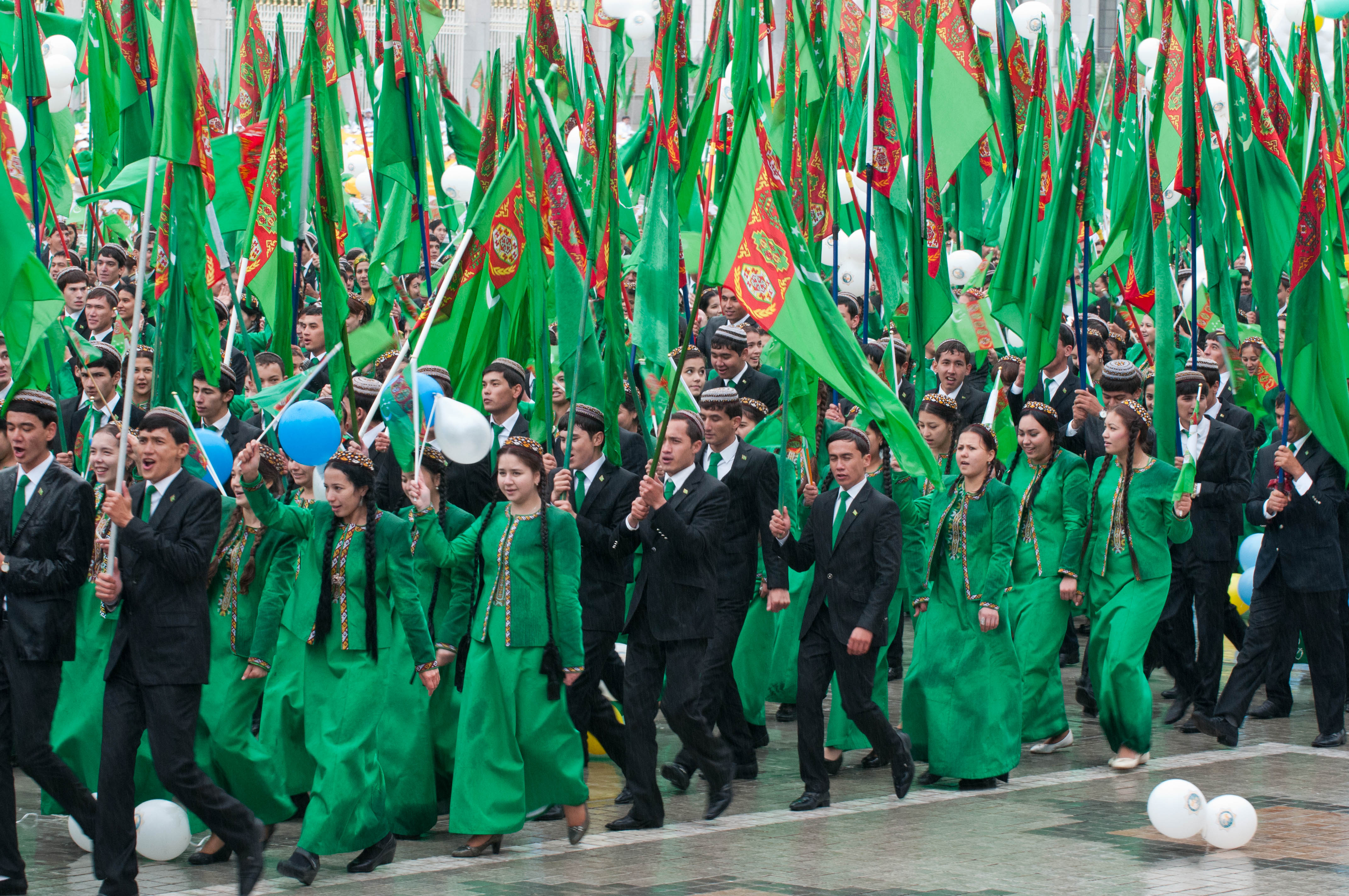
Парад на День незалежності, 2011
У 2005 році запущена з космодрому «Байконур» українська конверсійна ракета-носій РС-20 «Дніпро» підняла в космос капсулу[2][3] з прапором Туркменістану і книгою президента Туркменістану Сапармурата Ніязова «Рухнамою»[4][5][6].
- Прапор було ухвалено на день народження президента Туркменістану Сапармурата Ніязова. З 1994 року 19 лютого відзначався День державного прапору Туркменістану, цей день був неробочим[7][1]. 2017 року свято перенесли на 18 травня, яке святкується як День Конституції й Державного прапора[8][9].
- З 2008 до 2010 року Головний прапор Туркменістану був зафіксований у Книзі рекордів Гіннеса як найвищий флагшток у світі[10][11][12] (тепер – дев'ятий за висотою[13]).  - Головний прапор Туркменістану[en]
  - Парад на День незалежності, 2011
  - Штандарт Президента Туркменістану